# Reprezentacja Danii U-17 w piłce nożnej kobiet
Reprezentacja Danii U-17 w piłce nożnej kobiet – reprezentacja Danii piłkarek nożnych do lat 17. Największym sukcesem reprezentacji jest dwukrotne zdobycie 3. miejsca na mistrzostwach Europy (2008, 2012).

## Występy w mistrzostwach Europy U-17
- 2008: 3. miejsce[1]
- 2009: II faza kwalifikacji[2]
- 2010: II faza kwalifikacji[3]
- 2011: II faza kwalifikacji[4]
- 2012: 3. miejsce[5]
- 2013: II faza kwalifikacji[6]

## Występy w mistrzostwach świata U-17
- 2008: ćwierćfinał[7]
- 2010: nie zakwalifikowała się[8]
- 2012: nie zakwalifikowała się[9]